# Гудемчук Яків Олексійович
Гудемчук Яків Олексійович (1922–2003) — український поет, перекладач, громадський діяч.

## З біографії
Народ. 12 вересня 1922 р. в м. Луцьку. Здобув педагогічну освіту у Луцьку (1941), закінчив школу офіцерів у Житомирі. Воював у роки Другої світової війни у складі Війська польського (1944–1945). З 1947 р. мешкав у Кошаліні (Польща). Очолював правління Українського суспільно-культурного товариства (1956–1973). Писав переважно українською мовою. Член Спілки письменників Польщі.
Співавтор «Читанки» для українських шкіл в Польщі, зокрема, разом з Йосипом Курочком.
4 червня 2003 р. помер у Кошаліні.

## Творчий доробок
Автор збірок «Балтійські чайки» (1975), «Примор'я» (1980), «Різноцвіття» (2003).
Окремі видання:
- Гудемчук Я. Вірші // Гомін. Літературна антологія. — Варшава: укр. сусп.-культ. вид-во, 1964. -С.49-80.
- Гудемчук Я. Різноцвіття. — Кошалін, 2003. — 598 с.